# Johann von Braun

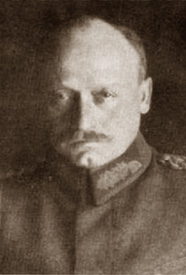
Johann von Braun

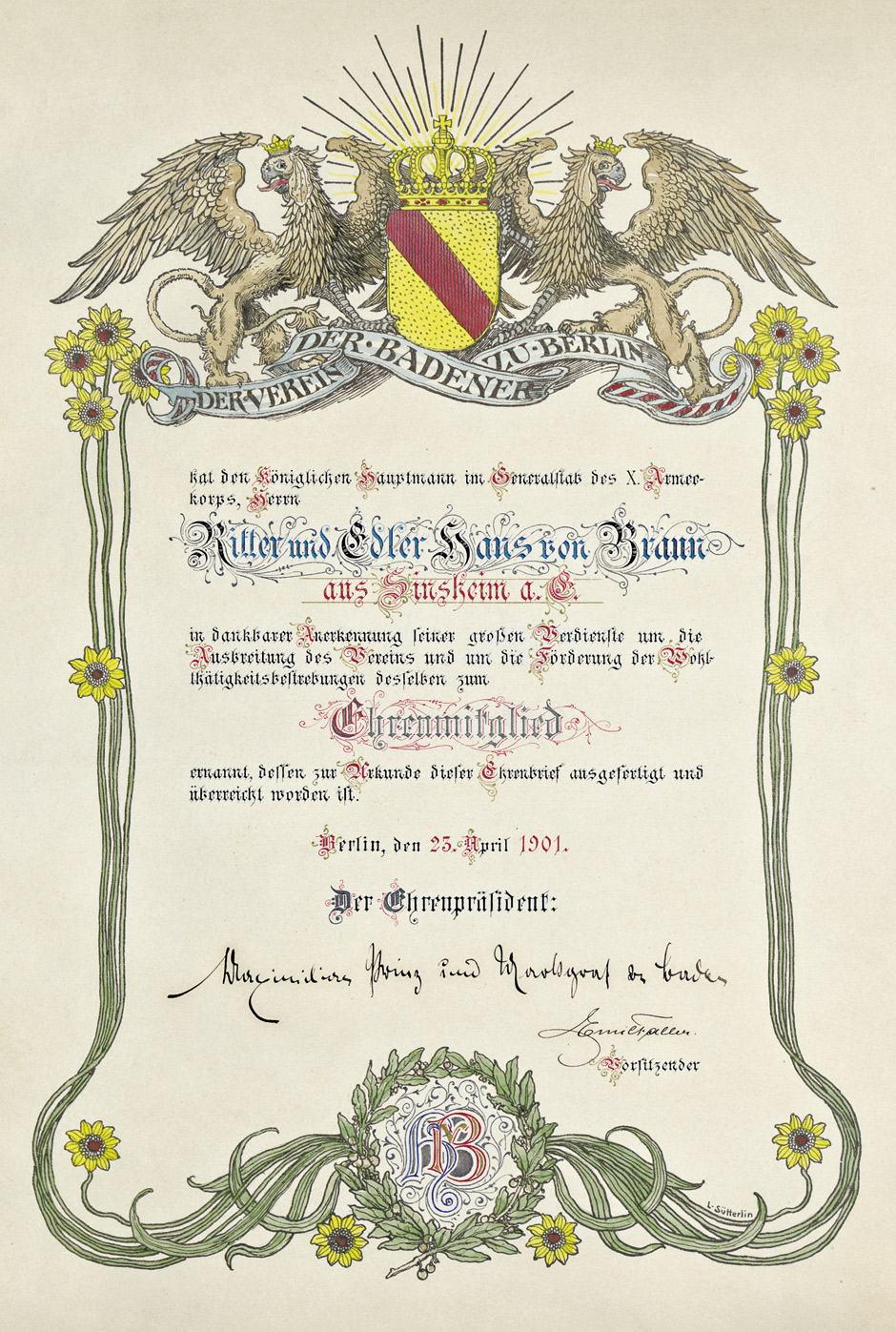
Der Verein der Badener zu Berlin Ehrenurkunde für Ritter und Edler Braun

Johann (Hans) Ritter und Edler von Braun (* 24. Juni 1867 in Sinsheim; † 15. August 1938) war ein deutscher Generalleutnant sowie erster Chef des Heerespersonalamtes der Reichswehr.

## Leben

### Militärkarriere
Braun trat am 1. Oktober 1885 als Einjährig-Freiwilliger in das 5. Badische Infanterie-Regiment Nr. 113 der Preußischen Armee ein. Nach seiner Beförderung zum Sekondeleutnant war er Adjutant des I. Bataillons und stieg Mitte Dezember 1891 zum Regimentsadjutant auf. Als solcher wurde er am 19. Dezember 1893 Premierleutnant und vom 1. Oktober 1894 bis 21. Juli 1897 zur weiteren Ausbildung an die Kriegsakademie kommandiert. Nach kurzzeitigen Dienst in seinem Stammregiment folgte zum 1. April 1898 seine Kommandierung zum Großen Generalstab. Mit der Beförderung zum Hauptmann am 29. März 1900 wurde Braun zunächst hierher, und anschließend vom 10. Mai 1901 bis 16. Februar 1903 in den Generalstab des X. Armee-Korps versetzt. Für achtzehn Monate war Braun anschließend Kompaniechef im Infanterie-Regiment „von Borcke“ (4. Pommersches) Nr. 21, wurde dann in den Generalstab der 31. Division versetzt und am 1. März 1906 zum Kriegsministerium kommandiert. Als Major (seit 27. Januar 1907) folgte ab 21. Juli 1908 seine Verwendung als Flügeladjutant des Großherzogs von Baden Friedrich II. Diese Stellung hatte Braun mehrere Jahre inne, bevor er am 22. März 1912 in den Truppendienst zurücktrat und zum Kommandeur des in Mainz stationierten I. Bataillons des Infanterie-Leib-Regiments „Großherzogin“ (3. Großherzoglich Hessisches) Nr. 117 ernannt wurde. Als Oberstleutnant trat er am 1. Oktober 1913 zum Regimentsstab über und wurde direkt zur Dienstleistung zum Kriegsministerium nach Berlin kommandiert. Hier war Braun zunächst innerhalb des Allgemeinen Kriegs-Departements (AD) behelfsmäßig Chef der Ersatzwesen-Abteilung (A9). Zum 30. Mai 1914 folgte schließlich seine Ernennung zum Abteilungschef.

#### Erster Weltkrieg
Bei Ausbruch des Ersten Weltkriegs erhielt Braun ein Truppenkommando und wurde Kommandeur des Reserve-Infanterie-Regiments Nr. 13. Dieses führte er im Verbund mit der 13. Reserve-Division zunächst beim Einmarsch in das neutrale Belgien, während der Kämpfe bei Lüttich und Namur sowie des weiteren Vormarsches nach Frankreich. Nach der Belagerung und Einnahme von Maubeuge folgten die Kämpfe an der Aisne sowie der Eintritt in den Stellungskrieg. Braun gab am 14. Februar 1915 sein Regiment ab und wurde dann zum Chef des Generalstabs des IV. Reserve-Korps ernannt. Nachdem er am 24. Juli 1915 zum Oberst befördert worden war, wurde Braun kurz darauf am 1. August 1915 dem Kriegsministerium zur besonderen Verwendung überwiesen und dort wieder in seine alte Stelle als Chef der Ersatzwesen-Abteilung eingesetzt. Den Krieg beendete er als Generalmajor der Ersatzwesen-Abteilung (C1) des nunmehr benannten Ersatz-, Versorgungs- und Justiz-Departements (CD) im Kriegsministerium.

#### Reichswehr
Am 6. Dezember 1918 wurde Braun zum Chef des Personalamtes innerhalb des Kriegsministeriums ernannt. Mit der Bildung der Vorläufigen Reichswehr wurde er dann erster Chef des Heerespersonalamts im Reichswehrministerium. In dieser Stellung hatte Braun maßgeblichen Anteil an der Auswahl und Stellenbesetzung der weiterhin zu verwendeten Offiziere des Alten Heeres in der zu bildenden 100.000 Mann starken Reichswehr. Er war dem Chef der Heeresleitung direkt unterstellt.
Während des Kapp-Putsches wies Reichswehrminister Noske Braun an, Lüttwitz unter Beförderung zum Generaloberst zum Ausscheiden aus dem Dienst zu bewegen. Dieser Aufforderung kam Lüttwitz jedoch nicht nach. Nach Beendigung des Putsches trat der bisherige Chef der Heeresleitung Reinhardt zurück und Generalmajor Seeckt trat seine Nachfolge an. Mit ihm geriet Braun immer wieder in Konflikt, da Seeckt auf eine systematische Verringerung der Zahl älterer Offiziere, die sich noch im Dienst befanden, bestand.
Obwohl er die Unterstützung des Reichspräsidenten genoss, reichte Generalleutnant Braun (seit 1. Oktober 1921) mehrfach seinen Abschied ein, der ihm durch Ebert schließlich am 31. März 1922 gewährt wurde.

### Auszeichnungen
- Roter Adlerorden IV. Klasse mit Krone[4]
- Kronenorden III. Klasse[4]
- Preußisches Dienstauszeichnungskreuz[4]
- Ehrenkreuz II. Klasse des Fürstlichen Hausordens von Hohenzollern[4]
- Komtur II. Klasse des Hausordens Albrechts des Bären[4]
- Ritterkreuz des Ordens Berthold des Ersten[4]
- Ritterkreuz I. Klasse des Ordens vom Zähringer Löwen[4]
- Verdienstorden vom Heiligen Michael III. Klasse[4]
- Bayerischer Militärverdienstorden IV. Klasse mit Krone[4]
- Ritterkreuz I. Klasse des Ordens Heinrichs des Löwen[4]
- Ehrenkreuz des  Hessischen Philipps-Ordens[4]
- Ehrenkreuz des Greifenordens[4]
- Ritterkreuz I. Klasse des Albrechts-Ordens mit Krone[4]
- Komtur des Ordens vom Weißen Falken[4]
- Komtur II. Klasse des Sachsen-Ernestinischen Hausordens[4]
- Ritterkreuz des Orden der Württembergischen Krone[4]
- Komtur des Ordens der Eichenkrone[4]
- Orden der Eisernen Krone II. Klasse[4]
- Kommandeur II. Klasse des Schwertordens[4]
- Kommandeur II. Klasse des Wasaordens[4]